# Hull Challenger
L'Hull Challenger è stato un torneo professionistico di tennis giocato su campi in sintetico indoor. Faceva parte dell'ATP Challenger Series. Si giocava annualmente a Hull in Gran Bretagna.

## Albo d'oro

### Singolare
| Anno | Campione         | Finalista      | Punteggio           |
| ---- | ---------------- | -------------- | ------------------- |
| 2002 | Denis Golovanov  | Arvind Parmar  | 6–4, 3–1 rit.       |
| 2001 | Michael Kohlmann | Kristian Pless | 5–7, 7–6(3), 7–6(5) |
| 2000 | Henrik Andresson | Mark Hilton    | 6–4, 3–6, 6–4       |

### Doppio
| Anno | Campioni                          | Finalisti                         | Punteggio     |
| ---- | --------------------------------- | --------------------------------- | ------------- |
| 2002 | Gilles Elseneer Frédéric Niemeyer | Yves Allegro Wesley Moodie        | 6–4, 6–4      |
| 2001 | Michael Kohlmann Michaël Llodra   | Barry Cowan Martin Lee            | 6–2, 6–3      |
| 2000 | Barry Cowan Neville Godwin        | Julian Knowle Stefano Pescosolido | 6–3, 3–6, 6–3 |